# Admiral flota (Union soviétique)
Pour l'admiral flota de la marine de la fédération de Russie, voir Admiral flota (Russie).

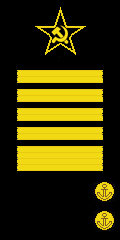
Insigne de bras d'amiral de la flotte de la marine russe.

Admiral flota ou адмирал флота (amiral de flotte en français) est un grade militaire utilisé par la marine soviétique.

## Historique

### 1940 - 1945
En 1940, sont établis les rangs d'amiraux et de généraux dans la marine et l'armée soviétique. Il est alors introduit le grade d'admiral flota, qui correspond à celui de general armii (генерал армии). Cependant, personne ne porte alors le grade d'admiral flota. Le 31 mai 1944, Nikolaï Guerassimovitch Kouznetsov accède à ce grade, pour en être déchu le 3 février 1948 et le retrouver le 11 mai 1953.
Entre 1940 et 1945 la hiérarchie des grades dans l'armée et la marine soviétique est comme telle :
- marchal Sovetskogo Soïouza (maréchal de l'Union soviétique)  — pas d'équivalent ;
- general armii (général d'armée)— admiral flota ;
- guéneral-polkovnik (colonel-général) — admiral (amiral) ;
- guéneral-leïtenant (lieutenant-général) — vitse-admiral (vice-amiral) ;
- guéneral-maïor (major-général) — kontr-admiral (contre-amiral).

### 1945 - 1955
En mai 1945, l'admiral flota devient l'équivalent hiérarchique du marchal Sovetskogo Soïouza (maréchal de l'Union soviétique). La hiérarchie de l'armée ayant elle aussi évolué, deux niveaux se retrouvent sans équivalent dans la marine soviétique :
- marchal Sovetskogo Soïouza (maréchal de l'Union soviétique) — admiral flota ;
- glavny marchal roda voïsk (chef maréchal des forces armées) — pas d'équivalent ;
- guéneral armii, marchal roda voïsk (général d'armée, maréchal de corps) — pas d'équivalent ;
- guéneral-polkovnik (colonel-général) — admiral (amiral) ;
- guéneral-leïtenant (lieutenant-général) — vitse-admiral (vice-amiral) ;
- guéneral-maïor (major-général) — kontr-admiral (contre-amiral).

### 1955 - 1962
Le grade d'admiral Flota Sovietskogo Soïouza (amiral de la flotte de l'Union soviétique) est introduit le 3 mars 1955, les personnes à qui il est attribué reçoivent de plus la Marchal’skaïa zvezda (étoile du maréchal). Il s'agit en fait d'un changement de nom du précédent grade d'admiral flota, le nouveau grade étant accordé aux précédents admiral flotta (Kuznetsov et Ivan Isakov). En ajoutant les mots «Union soviétique», l'idée est de souligner l'équivalence avec le grade de marchal Sovetskogo Soïouza (maréchal de l'Union soviétique).
- marchal Sovetskogo Soïouza (maréchal de l'Union soviétique) — admiral Flota Sovetskogo Soïouza (amiral de la flotte de l'Union soviétique) ;
- guéneral armii (général d'armée) — pas d'équivalent ;
- guéneral-polkovnik (colonel-général) — admiral (amiral) ;
- guéneral-leïtenant (lieutenant-général) — vitse-admiral (vice-amiral) ;
- guéneral-maïor (major-général) — kontr-admiral (contre-amiral).

### 1962 - 1992
En 1962, le grade d'admiral flota est recréé. Il est équivalent à celui de général d'armée et se situe entre les grades d'admiral et d'admiral Flota Sovetskogo Soïouza.
- marchal Sovetskogo Soïouza (maréchal de l'Union soviétique) — admiral Flota Sovetskogo Soïouza (amiral de la flotte de l'Union soviétique) ;
- guéneral armii (général d'armée) — admiral flota (amiral de flotte) ;
- guéneral-polkovnik (colonel-général) — admiral (amiral) ;
- guéneral-leïtenant (lieutenant-général) — vitse-admiral (vice-amiral) ;
- guéneral-maïor (major-général) — kontr-admiral (contre-amiral).

## Officiers soviétiques
Outre Kuznetsov et Isakov dix officiers soviétiques ont été promus à ce grade :
- Sergueï Gorchkov, le 28 avril 1962 ;
- Vladimir Kazatonov, le 18 juin 1965 ;
- Nikolaï Dmitrievitch Serguéev (en), le 30 avril 1970 ;
- Semyon Mikhailovich Lobov (en), le 28 juillet 1970 ;
- Guéorguiï Mikhaïlovitch Yegorov (en), 1973 ;
- Nikolai Ivanovich Smirnov (en), le 5 novembre 1973 ;
- Vladimir Nikolaïevitch Tchernavine (en), le 4 novembre 1983 ;
- Alekseï Ivanovitch Sorokine (en), le 16 février 1988 ;
- Ivan Matveïevitch Kapitanets (en), le 4 novembre 1988 ;
- Konstantine Valentinovitch Makarov (en), le 4 novembre 1989.

## Sources
- (ru) Cet article est partiellement ou en totalité issu de l’article de Wikipédia en russe intitulé « Адмирал флота » (voir la liste des auteurs).